# گبری ویگا
گابریل ویگا (انگلیسی: Gabri Veiga؛ زادهٔ ۲۷ مهٔ ۲۰۰۲) بازیکن فوتبال اهل اسپانیا است که برای باشگاه فوتبال الاهلی در لیگ حرفه ای عربستان بازی می‌کند‌.
وی همچنین در تیم ملی فوتبال زیر ۱۸ سال اسپانیا بازی کرده‌است.